# Transworld Surf
Transworld Surf (titulado Transworld Surf: Next Wave en GameCube) es un videojuego de deportes desarrollado por Angel Studios y publicado por Infogrames. El juego se lanzó para GameCube, PlayStation 2 y Xbox entre noviembre de 2001 y marzo de 2003. La versión del juego fue el tercer juego lanzado bajo el sello Atari recientemente renovado de Infogrames.

## Jugabilidad
Un juego de surf en el que se deben realizar trucos para sumar puntos. Con olas de gran apariencia y un sonido de primer nivel, puede tener un efecto algo calmante. Se puede elegir entre diferentes 13 surfistas de la vida real y 9 ubicaciones diferentes, como Pipeline, Hawái y Teahupoo, Tahití. También incluye un sistema "Karma" donde si se actúa como un idiota (robando olas a otros surfistas, golpeando a la gente, etc.) sucederán cosas malas. Cosas malas con las aletas dorsales.

## Recepción
| Críticas Publicación Calificación GC PS2 Xbox Edge N/A N/A 3/10 [ 2 ] Electronic Gaming Monthly N/A N/A 6.5/10 [ 3 ] Game Informer 5.5/10 [ 4 ] N/A 5.5/10 [ 5 ] GamePro N/A [ 6 ] [ 7 ] Game Revolution N/A N/A B [ 8 ] GameSpot 7.1/10 [ 9 ] 7.4/10 [ 10 ] 8/10 [ 11 ] GameSpy [ 12 ] 70% [ 13 ] 81% [ 14 ] GameZone N/A 8/10 [ 15 ] 7/10 [ 16 ] IGN 7.9/10 [ 17 ] 7.8/10 [ 18 ] 8.8/10 [ 19 ] Nintendo Power 3.1/5 [ 20 ] N/A N/A Official PlayStation Magazine (EEUU) N/A [ 21 ] N/A Official Xbox Magazine N/A N/A 8.2/10 [ 22 ] The Cincinnati Enquirer N/A [ 23 ] N/A Puntuaciones de reseñas Metacritic 68/100 [ 24 ] 76/100 [ 25 ] 76/100 [ 26 ] |              |              |              |
| Críticas |              |              |              |
| Publicación | Calificación | Calificación | Calificación |
| Publicación | GC           | PS2          | Xbox         |
| Edge | N/A          | N/A          | 3/10         |
| Electronic Gaming Monthly | N/A          | N/A          | 6.5/10       |
| Game Informer | 5.5/10       | N/A          | 5.5/10       |
| GamePro | N/A          | [ 6 ]        | [ 7 ]        |
| Game Revolution | N/A          | N/A          | B            |
| GameSpot | 7.1/10       | 7.4/10       | 8/10         |
| GameSpy | [ 12 ]       | 70%          | 81%          |
| GameZone | N/A          | 8/10         | 7/10         |
| IGN | 7.9/10       | 7.8/10       | 8.8/10       |
| Nintendo Power | 3.1/5        | N/A          | N/A          |
| Official PlayStation Magazine (EEUU) | N/A          | [ 21 ]       | N/A          |
| Official Xbox Magazine | N/A          | N/A          | 8.2/10       |
| The Cincinnati Enquirer | N/A          | [ 23 ]       | N/A          |
| Puntuaciones de reseñas |              |              |              |
| Metacritic | 68/100       | 76/100       | 76/100       |

Las versiones de PlayStation 2 y Xbox recibieron críticas "favorables", mientras que la versión de GameCube recibió críticas "promedio", según el agregador de reseñas Metacritic. Sin embargo, NextGen dijo sobre la versión de Xbox: "Los efectos del agua son geniales, al igual que la banda sonora, pero con un aprendizaje imperdonablemente pronunciado. curva y esa repetitividad intrínseca, sólo los fanáticos más extremos del género de acrobacias disfrutarán mucho de esto."
La misma versión de Xbox fue nominada para el premio anual "Mejor agua para juegos" de GameSpot' en los premios Best and Worst of 2001, que fueron para Wave Race: Blue Storm.